# Empoasca athertoni
Empoasca athertoni är en insektsart som beskrevs av Evans 1940. Empoasca athertoni ingår i släktet Empoasca och familjen dvärgstritar. Inga underarter finns listade i Catalogue of Life.